# Barnarpasjön
Barnarpasjön, eller Barnarpssjön, är den sjö som sträcker ut sig längs med tätorten Barnarp och Odensjö strax söder om Jönköping i Småland och ingår i Motala ströms huvudavrinningsområde. Sjön är långsmal och har sina ändar i norr och söder. Under 1800-talet sänkte dåvarande patronen på Odensjö gård sjön för att komma åt ny odlingsmark. Sjön är 3,6 meter djup, har en yta på 0,287 kvadratkilometer och befinner sig 216,1 meter över havet.
På sjöns västra strandkant, där tätorten Barnarp och Odensjö ligger, finns den största delen av alla bosättningarna runt sjön. Vid sjöns västra strandkant ligger även Barnarps kyrka.
På sjöns östra strandkant kommer det att anläggas en golfbana inom kort, men ännu så är marken där en betesmark för kor.
Vid den norra änden av sjön har ett nytt bostadsområde påbörjats i anslutning till den blivande golfbanan.
Den södra änden av sjön sträcker sig fram till skogskanten utanför Barnarp.
Under provfisket 2005 hittades sex arter, bland andra mört, gädda, abborre, sarv, sutare och ruda.
Sjön är en av länets mest övergödda sjöar, med kraftig algblomnings sommartid och anses inte vara badvänlig. År 2013 inleddes prov i sjön med en ny typ av skonsam muddring. Munderingen som ingår i ett projekt sker i samarbete mellan miljö- och hälsoskyddskontoret Jönköpings kommun, Länsstyrelsen i Jönköpings län, Vinnova (Verket för innovationssystem) och företaget Teknikmarknad AB. Projektet är tänkt att pågå fram till år 2017 eller 2019 och kompletteras med ett reduktonsfiske. Muddermassorna som innehåller stora mängder fosfor genomgår sedimentering, vattnet återbördas till sjön medan sedimentet skall spridas på betesmark.  Sjön kan bjuda på vackra vyer och på vintern så finns det möjlighet att både åka skridskor på isen och att pimpla.

## Delavrinningsområde
Barnarpasjön ingår i delavrinningsområde (639914-140156) som SMHI kallar för Mynnar i Tabergsån. Delavrinningsområdets medelhöjd är 202 meter över havet och ytan är 33,65 kvadratkilometer. Det finns ett delavrinningsområde uppströms, och räknas det in blir den ackumulerade arean 73,54 kvadratkilometer. Lillån som avvattnar delavrinningsområdets har biflödesordning 3, vilket innebär vattnet flödar genom totalt 3 vattendrag innan det når havet efter 220 kilometer. Delavrinningsområdet består mestadels av skog (53 procent) och jordbruk (16 procent). Avrinningsområdet har 0,99 kvadratkilometer vattenytor vilket ger avrinningsområdet en sjöprocent på 2,9 procent. Bebyggelsen i området täcker en yta av 4,23 kvadratkilometer eller 13 procent av avrinningsområdet.

## Fisk
Vid provfiske har följande fisk fångats i sjön:
- Abborre
- Gädda
- Mört
- Ruda
- Sarv
- Sutare